# Wongai-Ningaui
Das Wongai-Ningaui (Ningaui ridei), auch Rides Ningaui genannt, ist ein sehr kleiner Vertreter aus der Familie der Raubbeutler. Es kommt im Innern Australiens vor.
Der Artzusatz im wissenschaftlichen Namen ehrt den australischen Zoologen William David Lindsay Ride.

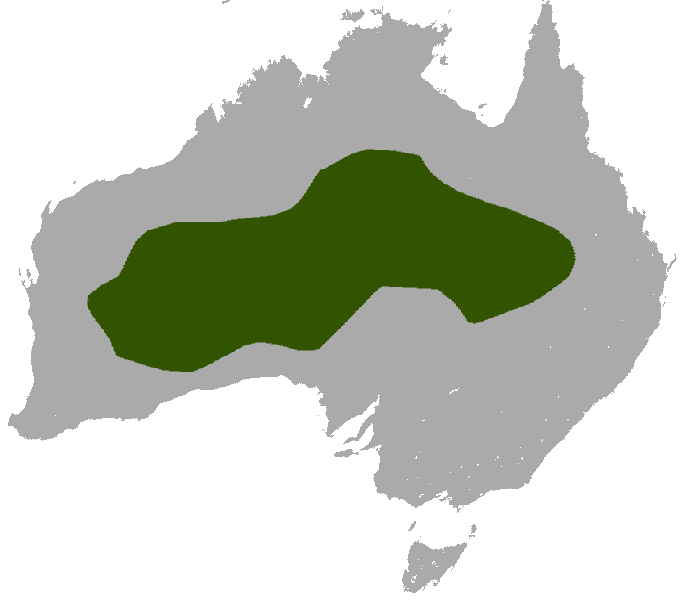
Verbreitungskarte des Wongai-Ningaui

## Merkmale
Das Wongai-Ningaui erreicht eine Kopf-Rumpf-Länge von 57 bis 75 Millimeter, eine Schwanzlänge von 59 bis 71 Millimeter und ein Gewicht von 6,5 bis 10,5 Gramm. Vom Pilbara-Ningaui (Ningaui timealeyi) unterscheidet es sich durch die kleineren (weniger als 1 mm lang) und weniger deutlicher ausgeprägten Fußballen. Weibchen haben des Pilbara-Ningaui haben nur sechs Zitzen, die des Wongai-Ningaui maximal acht. Vom weiter südlich vorkommenden Südlichen Ningaui (Ningaui yvonneae) ist das Wongai-Ningaui äußerlich nicht zu unterscheiden. Es hat größere Paukenblasen als das Südliche Ningaui.

## Lebensraum und Lebensweise
Das Wongai-Ningaui lebt in den Wüsten und Halbwüsten des australischen Inlandes, die mit Stachelkopfgräsern, Sträuchern wie Acacia ligulata, Grevillea eriostachya, Thryptomene maisonneuvei und Eucalyptus youngiana und Bäumen wie dem Mulga (Acacia aneura), Acacia cambagei, Allocasuarina decaisneana, Hakea lorea und Schmuckzypressen (Callitris) bestanden sind. Meist liegt die jährliche Niederschlagsmenge bei weniger als 350 mm, aber in Queensland reicht das Verbreitungsgebiet bis zu 500 mm Isohyete. In Regionen die der Monsun erreicht, wie die Region Pilbara im Norden von in Westaustralien, kommt das Wongai-Ningaui nicht vor. Über die Ernährung des Wongai-Ningaui ist bisher nichts bekannt. Die zwei anderen Arten der Gattung ernähren sich vor allem von Wirbellosen. Das Wongai-Ningaui ist nachtaktiv und verbringt den Tag in dichten Büschen, in natürlichen Hohlräumen oder in Erdbauten die von anderen Tieren wie Echsen oder große Spinnen gegraben wurden. Nur selten graben Wongai-Ningaui selbst ein Erdloch. Die Weibchen haben sechs bis acht Zitzen und bekommen pro Wurf fünf bis acht Jungtiere.

## Gefährdung
Die IUCN stuft das Wongai-Ningaui als ungefährdet (Least Concern) ein. Es ist weit verbreitet, häufig und kommt in mehreren Schutzgebieten vor.